# Charlie Appleby
Charlie Appleby, född 5 juli 1975 i Storbritannien, är en brittisk galopptränare, som sedan juli 2013 arbetar som privattränare åt Godolphin Racing vid Moulton Paddocks i Newmarket, Suffolk. Hans hästar rids ofta av jockeyn William Buick som är förstejockey hos Godolphin.
Appleby är bland annat känd som tränare till hästen Adayar, som 2021 blev den första hästen sedan Lammtarra (1995) att segra i både Epsom Derby och King George VI and Queen Elizabeth Stakes.

## Större segrar i urval
| År   | Lopp                                      | Häst           | Ryttare       | Grupp   |
| ---- | ----------------------------------------- | -------------- | ------------- | ------- |
| 2013 | Breeders' Cup Juvenile Turf               | Outstrip       | Mike Smith    | Grupp 1 |
| 2017 | Breeders' Cup Filly & Mare Turf           | Wuheida        | William Buick | Grupp 1 |
| 2018 | Epsom Derby                               | Masar          | William Buick | Grupp 1 |
| 2018 | Melbourne Cup                             | Cross Counter  | Kerrin McEvoy | Grupp 1 |
| 2018 | Breeders' Cup Juvenile Turf               | Line of Duty   | William Buick | Grupp 1 |
| 2021 | Epsom Derby                               | Adayar         | Adam Kirby    | Grupp 1 |
| 2021 | Irish Derby                               | Hurricane Lane | William Buick | Grupp 1 |
| 2021 | King George VI and Queen Elizabeth Stakes | Adayar         | William Buick | Grupp 1 |
| 2025 | 1000 Guineas Stakes                       | Desert Flower  | William Buick | Grupp 1 |